# Альмира (опера)
«Альмира, королева Кастильская» (нем. Almira, Königin von Castilien, HWV 1) — первая опера немецкого композитора эпохи барокко Георга Фридриха Генделя. Композитор написал её в Гамбурге, куда переехал в 1703 году из родного города Галле. В Гамбурге Гендель работал скрипачом и клавесинистом в оркестре оперного театра (в те годы единственного в Германии) под руководством Райнхарда Кайзера. Кайзер сблизился с Генделем и помог ему с первой постановкой оперы. Премьера состоялась 8 января.
Основой для либретто «Альмиры» стал роман венецианца Джулио Панчиери. Произведение было переработано в либретто Фридрихом Кристианом Фёйсткингом. Однако не все части были переведены на немецкий язык, так как в то время ещё не было немецкой национальной оперы, а Гендель испытал влияние Кайзера, который также был против немецкого языка в опере. «Альмира» — одна из немногих ранних опер композитора, сохранившихся до наших дней (не полностью).
Оперу перерабатывали и делали вариации разные композиторы, в том числе Георг Филипп Телеман в 1732 году и Ференц Лист, написавший транскрипцию сарабанды и чаконы из первого акта. Наиболее известный и часто исполняемый музыкальный мотив — сарабанда из третьего акта («ария Альмиры»).

## Роли
| Роль                          | Голос   | Исполнитель роли на премьере (8 января 1705 года) |
| ----------------------------- | ------- | ------------------------------------------------- |
| Альмира, королева Кастильская | сопрано | Конрадин                                          |
| Эдилия, принцесса             | сопрано | Барбара Кайзер                                    |
| Консалво, опекун Альмиры      | бас     | Готтфрид Грюневальд                               |
| Осман, его сын                | тенор   | Иоганн Конрад Дрейер                              |
| Фернандо, сирота              | тенор   | Иоганн Маттезон                                   |
| Раймондо, король Мавритании   | бас     | Готтфрид Грюневальд                               |
| Белланте, принцесса Аранды    | сопрано | Ришмюллер                                         |
| Табарко                       | тенор   | Кристоф Рауч                                      |